# Camelopsocus monticolus
Camelopsocus monticolus är en insektsart som beskrevs av Edward L. Mockford 1965. Camelopsocus monticolus ingår i släktet Camelopsocus och familjen storstövsländor. Inga underarter finns listade i Catalogue of Life.